# Antonino da Patti
Antonio da Patti (Messina, 1539 – Roma, 1617-1618) è stato un religioso italiano dichiarato venerabile dalla Chiesa Cattolica.

## Biografia
Nato a Messina nel 1539 e morto a Roma nel 1617 (o il 6 gennaio 1618), con il nome di Coriolano Natoli da Antonino Natoli di Piraino e da Elisabetta Monforte, è stato un teologo italiano. Nel 1596 papa Clemente VIII lo nominò vicario apostolico per la riforma della Terra di Lavoro. Appartenente al Terzo ordine regolare francescano, fu insegnante di teologia e si dedicò anche alla cura dei malati. A lui sono attribuiti numerosi miracoli di guarigione; in seguito è stato dichiarato Venerabile dalla Chiesa Cattolica. Sarebbe sepolto nella chiesa di San Francesco a Ripa a Roma.

## Pubblicazioni di Antonino da Patti
- Considerationi et espositioni sopra tutti li precetti della Regola de' frati minori, stampato a Venezia da Guerigli nel 1615 e ristampato nel 1617 a Venezia
- Viridarium concionatorum, stampato a Venezia nel 1617
- La via sicura al cielo, Venezia
- Apud Ioannem Guerilium, Giovanni Guerigli Editore, 1617, Venezia
- Il Giardino dei Predicatori, Sermoni sul purgatorio, l'inferno e sulla Gerusalemme trionfante, 1617, Venezia
- Entrata facile e sicura nel Paradiso, stampata a Lione nel 1644